# Rune Hagberg (regissör)
Rune Hagberg, född 14 oktober 1918 i Lockne församling i Jämtlands län, död 11 november 2006 i Oscars församling i Stockholm, var en svensk filmregissör och skådespelare.
Hagberg kom endast att regissera en långfilm, 1947 års ...Och efter skymning kommer mörker. Han medverkade även som skådespelare i filmen samt skrev manus, fotade och klippte. Filmen belönades med priset Grand Prix du Film d'Avantgarde 1948. I övrigt regisserade Hagberg olika kortfilmer mellan 1943 och 1976. Många av dessa var så kallade husmorsfilmer.
Han utvandrade till Frankrike 1982, men återvände till Sverige 2004.
Rune Hagberg var son till sångaren John Wilhelm Hagberg och skådespelaren Elin Augusta Ekstedt (gift Nerman). Han var från 1967 gift med Maj-Britt Hagberg (född 1929).
Rune Hagberg är gravsatt i minneslunden på Galärvarvskyrkogården i Stockholm.

## Regi
- 1943 – Ungdom
- 1947 – ...Och efter skymning kommer mörker
- 1950 – Karlsson II och ödet
- 1953 – Arbetets melodi
- 1958 – Spontanisterna